# آزادبه
آزادبه یا زادبه بن ماهبیان بن مهر بنداد همدانی یا آزادبه بن مابیان همدانی یا روزبه مرزوق از سال ۶۱۷ تا ۶۲۷ میلادی، در اواخر دوران ساسانی پس از ایاس بن طائی حاکم حیره پایتخت لخمی‌ها در عراق بود. در برخی از مآخذ مدت حکومت او ۱۷ سال ذکر شده‌است.

## آزادبه مرزبان حیره
خسرو پرویز پس از کشتن نعمان بن منذر آخرین ملوک خاندان لخمی و شکست سپاه خسرو در جنگ ذوقار با تعیین حاکمان ایرانی برای حیره از سیاست صددرصد ایرانی در مناطق حیره پیروی نمود. در زمان ابوبکر و پس از پایان یافتن جنگ‌های ارتداد اعراب به سواد (عراق) حمله کردند و پسر آزادبه در جنگی که در نزدیک پایتخت لخمی‌ها درگرفت، و جنگ حیره نامیده می‌شود، کشته شد. آزادبه پس از قتل پسر از نومیدی بگریخت. سپس اعراب به محاصرهٔ حیره پرداختند و پس از چند روز این شهر به تصرف اعراب درآمد. در منابع عربی از سرنوشت نهایی آزادبه سخنی ثبت نشده‌است.